# فاى بانتير
فاى بانتير (بالإنجليزية: Fay Bainter)‏ هي ممثلة أمريكية، ولدت في 7 ديسمبر 1893 بلوس أنجلوس في الولايات المتحدة، وتوفيت بنفس المكان في 16 أبريل 1968 بسبب ذات الرئة.
من الجوائز التي نالتها جائزة الأوسكار لأفضل ممثلة مساعدة عن عمل إيزابيل.

## أعمال

### أفلام
- (1938) إيزابيل
- (1940) مدينتنا
- (1942) سيدة العام
- (1943) الكوميديا الإنسانية
- (1945) معرض الولاية

## جوائز وترشيحات
جوائز
- جائزة الأوسكار لأفضل ممثلة مساعدة، عن عمل: إيزابيل

ترشيحات
- جائزة الأوسكار لأفضل ممثلة مساعدة (1961)
- جائزة الأوسكار لأفضل ممثلة مساعدة، عن عمل: إيزابيل (1961)
- جائزة الأوسكار لأفضل ممثلة

## وصلات خارجية
- فاى بانتير على موقع IMDb (الإنجليزية)
- فاى بانتير على موقع الموسوعة البريطانية (الإنجليزية)
- فاى بانتير على موقع روتن توميتوز (الإنجليزية)
- فاى بانتير على موقع ألو سيني (الفرنسية)
- فاى بانتير على موقع تيرنر كلاسيك موفيز (الإنجليزية)
- فاى بانتير على موقع أول موفي (الإنجليزية)
- فاى بانتير على موقع قاعدة بيانات برودواي على الإنترنت (الإنجليزية)
- فاى بانتير على موقع قاعدة بيانات الأفلام السويدية (السويدية)
- فاى بانتير على موقع إن إن دي بي (الإنجليزية)
- فاى بانتير على موقع ديسكوغز (الإنجليزية)